# Conus recluzianus
Conus recluzianus is een in zee levende slakkensoort uit het geslacht Conus. De slak behoort tot de familie Conidae. Conus recluzianus werd in 1853 beschreven door Bernard. Net zoals alle soorten binnen het geslacht Conus zijn deze slakken roofzuchtig en giftig. Zij bezitten een harpoenachtige structuur waarmee ze hun prooi kunnen steken en verlammen.